# 에지리정
에지리정(일본어: 江尻町)은 일본 시즈오카현의 중부, 이하라군에 속했던 정이다. 시즈오카시 시미즈구의 중심부에 해당한다.

## 역사
- 1889년 4월 1일 - 정촌제 시행에 의해 에지리정이 성립하였다.
- 1924년
  - 1월 31일 - 아베군 이리에정에 편입해, 동일 에지리정은 폐지되었다.
  - 2월 11일 - 시미즈정, 후지미촌, 미호촌과 합병해 시미즈시가 성립하였다.
- 2003년 4월 1일 - 시미즈시, 시즈오카시와 합병해 새로운 시즈오카시가 성립하였다.
- 2005년 4월 1일 - 시즈오카시가 정령지정도시가 되어 몇 개의 구로 나뉘게 되었다.

## 교통
철도성 도카이도 본선 시미즈역 (당시의 에지리역) 시즈오카 철도 (당시의 시즈오카 전기철도) 시즈오카 시미즈선의 신시미즈역이 당시엔 소재했지만 쓰지정의 분립에 따라 같은 마을 지역이 되었다

### 도로
- 도카이도

## 참고문헌
- 가도카와 일본 지명 대사전 22 静岡県